# Milano è una selva oscura
Milano è una selva oscura è un romanzo di Laura Pariani, pubblicato nel 2010 e vincitore del Premio Selezione Campiello e del Premio Letterario Basilicata.

## Trama
È l'anno 1969 e Dante, all'anagrafe Diogene Colombo, trascorre i suoi giorni vivendo per strada a Milano. Conosce praticamente tutti, compresi coloro che fanno la sua stessa vita. Dante non chiede l'elemosina: oltre a frequentare varie istituzioni di soccorso ai senza-tetto, ha non pochi amici che gli tengono in serbo cibo e qualche soldo. Nella vita ha fatto molti lavori, è stato anche poeta, così nel passare delle stagioni del suo settantesimo anno (è nato nel 1899), ricorda a se stesso i tanti momenti della fanciullezza felice, della giovinezza irrequieta, della maturità contrassegnata da un matrimonio crollato e dalla morte dell'unica sua bambina, Milena. Ricorda il suo bisogno di libertà di pensiero, i due arresti, uno come anarchico, che gli ha fruttato un confino a Ponza, l'altro come venditore di giornali pornografici, che lo ha spedito a San Vittore.
Dante vive con dignità e spirito indipendente, ma i segnali di preoccupazione si affollano nell'anno 1969. Quando, nell'estate, un piccolo cane randagio gli si affeziona, Dante non comprende perché arrivino alcune non meglio identificate guardie a portarglielo via e a sopprimerlo in un canile, in nome di una pubblica igiene ormai estranea e ostile a chi non è integrato e certificato. Poi arrivano altri segnali di pericolo per le tensioni che aumentano tra gli scioperanti, sempre più numerosi, e le forze dell'ordine, sempre più brutali. Così si giunge al 12 dicembre, venerdì e alla Strage di Piazza Fontana. Nel tumulto, Dante viene urtato e gettato in terra da un'automobile, e non ci sono soccorsi per lui, ma solo due malintenzionati che lo scaricano in un fosso.

### Il protagonista Dante
Nato nel 1899 e abbandonato sui gradini della chiesa di San Simpliciano, chiamato all'anagrafe con il nome di Diogene Colombo, Dante è stato accolto da una famiglia agiata e colta, ha trascorso un'infanzia piuttosto gaia e serena, ha studiato fino a concludere le magistrali. Nella sua lunga vita, egli ha acquisito continuamente cultura, soprattutto facendo il libraio antiquario. Perciò i suoi pensieri sono un miscuglio di frasi del parlato milanese del primo Novecento e di citazioni in italiano, francese, latino e lingua letteraria milanese, di cui si è nutrito nel corso della vita. Finito a fare il barbone dopo un arresto per vendita di giornaletti pornografici, Dante non perde la dignità ed è ben noto a molti concittadini che, in cambio della sua capacità di narrare o recitare poesia, lo aiutano a trascorrere i giorni senza troppe mortificazioni. L'autrice dichiara nelle note finali di essersi ispirata a una fotografia scattata da un amico, che ritraeva un barbone con un ombrello e, per altri aspetti, compreso il nome, agli scritti del poeta argentino Dante A. Linyera, anarchico e autodidatta..

### Struttura, aspetti linguistici e citazioni
Il libro si articola in quattro parti maggiori, intitolate: Inverno, Primavera, Estate, Autunno, associate ai concerti "Le quattro stagioni" di Antonio Vivaldi; ciascuna parte ha una suddivisione in tre movimenti, che seguono lo schema dei rispettivi concerti. Il finale è intitolato Silenzio. Nel suo romanzo, Laura Pariani impiega l'Italiano come il punto medio tra francese e latino e il dialetto milanese. Ogni parte del libro è introdotta da citazioni da El lavapiatt del meneghin che l'è mort di Carlo Porta; sono inoltre presenti numerose citazioni dalla traduzione dell'Inferno di Dante, sempre di Carlo Porta.

## Edizioni
- Laura Pariani, Milano è una selva oscura, Torino, Einaudi, 2010.